# 沙泽伊 (涅夫勒省)
沙泽伊（法語：Chazeuil，法語發音：[ʃazœj]）是法国涅夫勒省的一个市镇，属于克拉姆西区。

## 地理
沙泽伊（47°16'35"N, 3°24'6"E）面积4.61 平方千米，位于法国勃艮第-弗朗什-孔泰大區涅夫勒省，该省份为法国中部省份，北至约讷省，西北接卢瓦雷省，西接谢尔省，南至阿列省，东南接索恩-卢瓦尔省，东临科多尔省。
与沙泽伊接壤的市镇（或旧市镇、城区）包括：科尔沃勒当贝尔纳、阿尔藏布伊、欧蒂乌、尚普勒米、舍瓦讷-尚日。

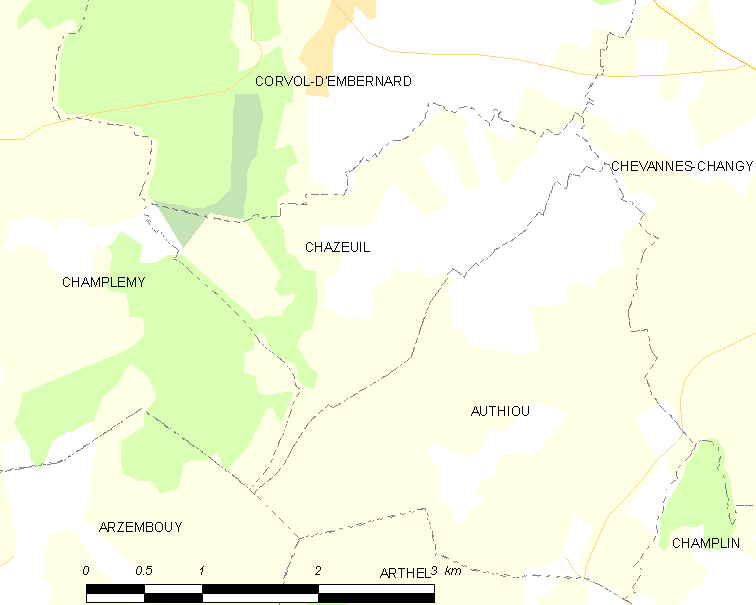
的OSM定位图

沙泽伊的时区为UTC+01:00、UTC+02:00（夏令时）。

## 行政
沙泽伊的邮政编码为58700，INSEE市镇编码为58070。

## 政治
沙泽伊所属的省级选区为科尔比尼县。

## 人口

1962-2008年间人口变化图示

沙泽伊于2022年1月1日时的人口数量为61人。